# Чорний Ігор Володимирович
І́гор Володи́мирович Чо́рний (* 21 серпня 1953, село Гуменці Кам'янець-Подільського району Хмельницької області) — доктор технічних наук (2001).

## Біографічні відомості
Конструктор приладів для спостереження за Землею з космосу. Начальник конструкторського бюро в Центрі космічних спостережень (Москва).
2001 року захистив докторську дисертацію «Дослідження та розробка аерокосмічних радіометричних систем НВЧ-діапазону для зондування океану та атмосфери» .
Член докторської дисертаційної ради Інституту космічних досліджень .